# Atzat Nefesh
Atzat Nefesh (en hébreu : עצת נפש, conseil de l'âme) est une organisation de thérapie de conversion juive orthodoxe en Israël qui fait la promotion du changement d'orientation sexuelle.

## Historique
Atzat Nefesh est fondée en 2001 par le rabbin Shlomo Aviner. Elle s'adresse spécifiquement aux personnes qui vivent mal leur pratique de la masturbation, de l'homosexualité, de la pornographie ou de la prostitution. Elle prétend aussi traiter les victimes d'agressions sexuelles.
Cette officine dirige des groupes de soutien et une ligne verte gérés par des bénévoles formés en yeshiva. Elle organise des ateliers de trois jours pour que leurs clients explorent leur masculinité. Elle les renvoie vers des prétendus thérapeutes qui ont recours à la thérapie de conversion.

## Scandale
En octobre 2014, la ministre de la santé israélienne Yael German a adopté la déclaration de principes de l'Israel Psychological Association, qui interdit le recours à la thérapie de conversion, et a prévenu le public contre de tels traitements,. Shlomo Aviner a déclaré que l'organisme poursuivrait ses activités malgré l'avis du ministère de la santé.
En mars 2015, le blogueur israélien et militant homosexuel Natan Azulay a mené une enquête en acceptant une « thérapie » chez Atzat Nefesh et a publié son reportage sur le site Mako. Il y indique que l'organisme continue de renvoyer les gens vers des « thérapeutes » qui n'avaient pas de formation ou n'étaient pas des professionnels de la santé. À la suite de cette publication, le blogueur a trouvé un tag sur le mur de son domicile qui disait : « Homo, on va te tuer ».